# 景田苑
景田苑（英語：King Tin Court）是居者有其屋屋苑，位於大圍翠田街12號，是隆亨邨的第二期發展，在1983年落成，為大圍首個落成的居屋。屋苑在2000年成立業主立案法團自行管理屋苑。

## 屋苑資料

### 樓宇
屋苑有6座樓宇，單位面積由520至584方呎。
| 樓宇名稱（座號） | 樓宇類型     | 落成年份 | 層數 | 每層伙數 | 每座單位總數（伙） | 承建商           | 採用之升降機 | 隆亨邨期數 |
| ---------------- | ------------ | -------- | ---- | -------- | ------------------ | ---------------- | ------------ | ---------- |
| 文心閣（A座）    | 彈性十字二型 | 1983年   | 30   | 8        | 238                | 有成建築有限公司 | 快高靈       | 2          |
| 正心閣（B座）    | 彈性十字二型 | 1983年   | 30   | 8        | 236                | 有成建築有限公司 | 快高靈       | 2          |
| 冰心閣（C座）    | 彈性十字二型 | 1983年   | 30   | 8        | 240                | 有成建築有限公司 | 快高靈       | 2          |
| 雄心閣（D座）    | 彈性十字二型 | 1983年   | 30   | 8        | 240                | 有成建築有限公司 | 快高靈       | 2          |
| 恆心閣（E座）    | 彈性十字二型 | 1983年   | 30   | 8        | 236                | 有成建築有限公司 | 快高靈       | 2          |
| 敬心閣（F座）    | 彈性十字二型 | 1983年   | 30   | 8        | 234                | 有成建築有限公司 | 快高靈       | 2          |

### 設施
設有平台花園及停車場。屋苑毗鄰隆亨邨的商場。

## 事件
在2004年屋苑大維修中，由於每戶需支付逾三萬元維修費，業主曾經發起簽名運動反對，但遭偷拍恐嚇，需警員到場調停。